# Heinz Eil
Heinz Eil (* 1920; † 1993) war ein deutscher Sportreporter und Sportchef des Hessischen Rundfunks.

## Leben
Heinz Eil kommentierte Tennis, Fußball und andere Sportarten im Fernsehen. Er moderierte auch Fußballspiele der Bundesligakonferenz der ARD für den Hessischen Rundfunk. Er gehörte dabei nicht zu den „Marktschreiern“, sondern kommentierte eher ruhig das Geschehen. In einer Untersuchung wurde er als eher langsamer Sprecher identifiziert. Zusammen mit Erwin Dittberner und Joachim Böttcher schrieb er das Buch Die Sportwelt hält den Atem an, das 1968  im Weidlich Verlag, Frankfurt am Main erschienen ist.